# Dazlak, Narman
Dazlak là một xã thuộc huyện Narman, tỉnh Erzurum, Thổ Nhĩ Kỳ.